# منصورآباد (یزد)
منصورآباد (زارچ)، روستایی از توابع بخش الله‌آباد شهرستان زارچ در استان یزد ایران است.

## جمعیت
این روستا در دهستان اله‌آباد قرار دارد و براساس سرشماری مرکز آمار ایران در سال ۱۳۸۵، جمعیت آن ۱۵ نفر (۹خانوار) بوده است.